# Annica Svensson
Annica Svensson, nascida em Visnum, em 1983, é uma futebolista sueca, que atua como defesa. 

Atualmente (2013), joga pelo Tyresö FF. 

## Carreira
Svensson fez parte do elenco da Seleção Sueca de Futebol Feminino, nas Olimpíadas de 2012 e 2016. 